# بلینگن، نیو ساوت ولز
بلینگن (به انگلیسی: Bellingen) یک شهرک در استرالیا است که در Bellingen Shire واقع شده‌است.

#### آب و هوا
| داده‌های اقلیم بلینگن آر اس ال | داده‌های اقلیم بلینگن آر اس ال | داده‌های اقلیم بلینگن آر اس ال | داده‌های اقلیم بلینگن آر اس ال | داده‌های اقلیم بلینگن آر اس ال | داده‌های اقلیم بلینگن آر اس ال | داده‌های اقلیم بلینگن آر اس ال | داده‌های اقلیم بلینگن آر اس ال | داده‌های اقلیم بلینگن آر اس ال | داده‌های اقلیم بلینگن آر اس ال | داده‌های اقلیم بلینگن آر اس ال | داده‌های اقلیم بلینگن آر اس ال | داده‌های اقلیم بلینگن آر اس ال | داده‌های اقلیم بلینگن آر اس ال |
| ماه                           | ژانویه                        | فوریه                         | مارس                          | آوریل                         | مه                            | ژوئن                          | ژوئیه                         | اوت                           | سپتامبر                       | اکتبر                         | نوامبر                        | دسامبر                        | سال                           |
| ----------------------------- | ----------------------------- | ----------------------------- | ----------------------------- | ----------------------------- | ----------------------------- | ----------------------------- | ----------------------------- | ----------------------------- | ----------------------------- | ----------------------------- | ----------------------------- | ----------------------------- | ----------------------------- |
| سابقهٔ بیش‌ترین °C (°F)         | ۴۲٫۴ (۱۰۸)                    | ۴۱٫۰ (۱۰۶)                    | ۳۹٫۵ (۱۰۳)                    | ۳۵٫۲ (۹۵)                     | ۳۱٫۹ (۸۹)                     | ۲۸٫۳ (۸۳)                     | ۳۰٫۰ (۸۶)                     | ۳۲٫۳ (۹۰)                     | ۳۷٫۱ (۹۹)                     | ۴۰٫۶ (۱۰۵)                    | ۴۵٫۰ (۱۱۳)                    | ۴۳٫۶ (۱۱۰)                    | ۴۵٫۰ (۱۱۳)                    |
| میانگین بیش‌ترین °C (°F)       | ۲۹٫۸ (۸۶)                     | ۲۹٫۴ (۸۵)                     | ۲۸٫۲ (۸۳)                     | ۲۵٫۹ (۷۹)                     | ۲۲٫۷ (۷۳)                     | ۲۰٫۴ (۶۹)                     | ۲۰٫۰ (۶۸)                     | ۲۱٫۷ (۷۱)                     | ۲۴٫۳ (۷۶)                     | ۲۶٫۴ (۸۰)                     | ۲۸٫۴ (۸۳)                     | ۲۹٫۷ (۸۵)                     | ۲۵٫۶ (۷۸)                     |
| میانگین کم‌ترین °C (°F)        | ۱۷٫۸ (۶۴)                     | ۱۸٫۳ (۶۵)                     | ۱۶٫۸ (۶۲)                     | ۱۳٫۳ (۵۶)                     | ۹٫۲ (۴۹)                      | ۶٫۸ (۴۴)                      | ۴٫۸ (۴۱)                      | ۵٫۶ (۴۲)                      | ۸٫۳ (۴۷)                      | ۱۱٫۷ (۵۳)                     | ۱۴٫۱ (۵۷)                     | ۱۶٫۶ (۶۲)                     | ۱۱٫۹ (۵۳)                     |
| سابقهٔ کم‌ترین °C (°F)          | ۱۱٫۱ (۵۲)                     | ۱۰٫۷ (۵۱)                     | ۸٫۳ (۴۷)                      | ۳٫۸ (۳۹)                      | −۰٫۶ (۳۱)                     | −۱٫۷ (۲۹)                     | −۳٫۷ (۲۵)                     | −۳٫۳ (۲۶)                     | −۱٫۷ (۲۹)                     | ۰٫۶ (۳۳)                      | ۵٫۰ (۴۱)                      | ۷٫۲ (۴۵)                      | −۳٫۷ (۲۵)                     |
| بارندگی میلی‌متر (اینچ)        | ۱۸۳٫۵ (۷٫۲۲)                  | ۱۹۶٫۴ (۷٫۷۳)                  | ۲۱۸٫۳ (۸٫۵۹)                  | ۱۵۳٫۷ (۶٫۰۵)                  | ۱۱۹٫۹ (۴٫۷۲)                  | ۱۰۸٫۶ (۴٫۲۸)                  | ۷۹٫۹ (۳٫۱۵)                   | ۵۷٫۵ (۲٫۲۶)                   | ۵۷٫۱ (۲٫۲۵)                   | ۹۵٫۹ (۳٫۷۸)                   | ۱۱۱٫۴ (۴٫۳۹)                  | ۱۳۷٫۶ (۵٫۴۲)                  | ۱٬۵۲۰٫۴ (۵۹٫۸۶)               |
| منبع: Bureau of Meteorology   |                               |                               |                               |                               |                               |                               |                               |                               |                               |                               |                               |                               |                               |